# Wirtschaftsrundfunk
Der Wirtschaftsrundfunk war ein im September 1922 vom Reichspostministerium eingerichteter Dienst zur Verbreitung von Wirtschaftsnachrichten, insbesondere Börsenkursen über Rundfunkwellen. Seine Empfänger waren Abonnenten mit von den Firmen C. Lorenz und Telefunken hergestellten Empfangsgeräten.

## Geschichte und Bedeutung

### Eildienst für Handelsnachrichten

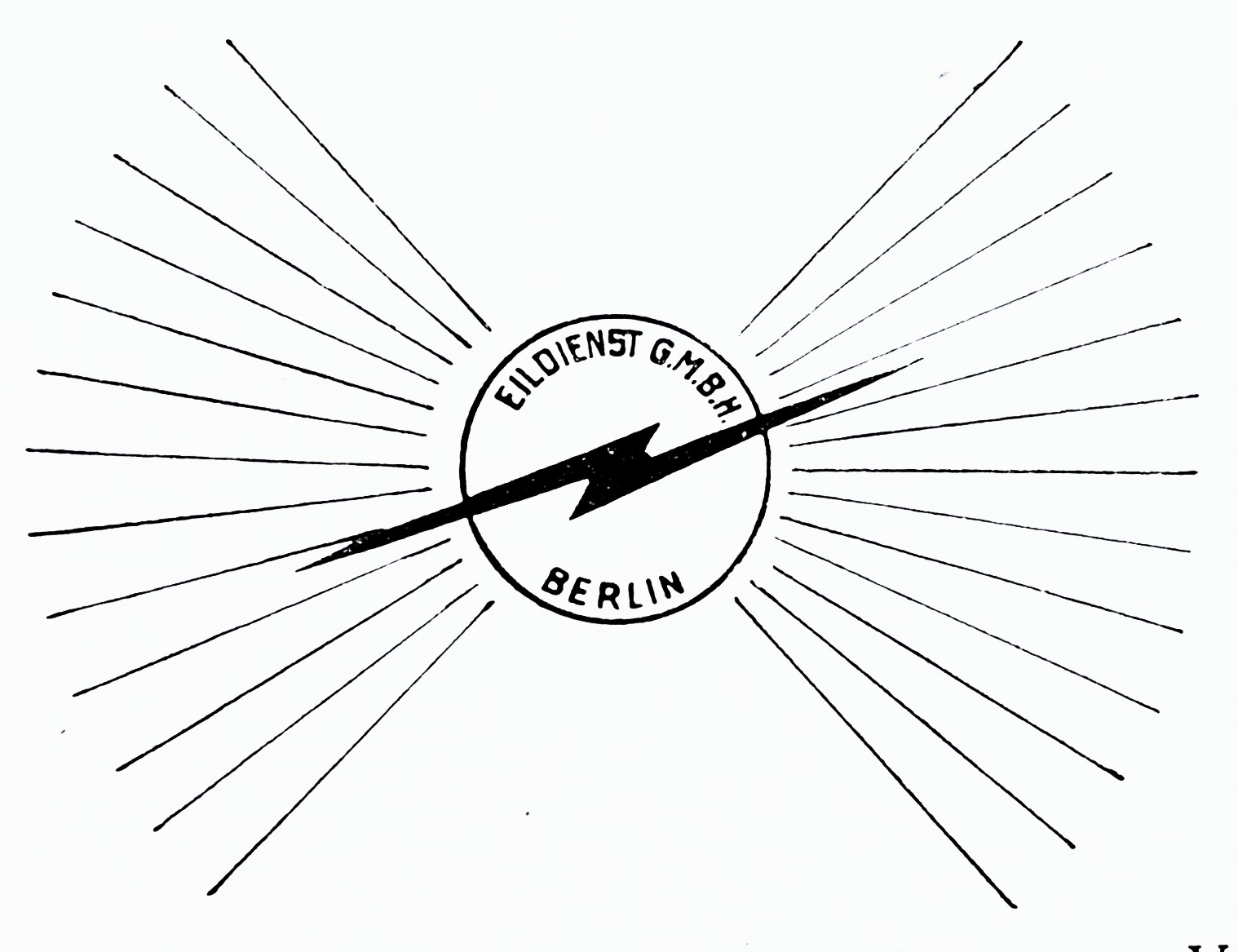
Signet der Eildienst für amtliche und private Handelsnachrichten G.m.b.H., Berlin (1925)

Die erste offizielle Bezeichnung des Diensts war Drahtloser Wirtschafts-Rundspruchdienst. Die Nachrichten des Wirtschaftsrundfunks kamen aus der von der Außenhandelsstelle des Auswärtigen Amts eigens für den Wirtschaftsrundfunk am 30. Dezember 1922 eingerichteten Redaktion mit dem Namen Eildienst für amtliche und private Handelsnachrichten G.m.b.H. – umgangssprachlich Eildienst. Die in der Berliner Bunsenstraße 2 in ein Mikrofon gesprochenen Nachrichten liefen über ein Kabel zunächst nach Königs Wusterhausen und wurden dann durch dortige Antennen drahtlos über die Wellenlänge 4000 Meter übertragen. Man nutzte dazu das reichsweit ausgebaute Telefonnetz. Die Abonnenten wurden per Brief nicht nur über die exakten Sendezeiten informiert, sondern erhielten auch Tabellen zur Zuordnung der empfangenen Informationen. Die Post hatte diese von vielen Kunden als lästig empfundene Hürde eingebaut, weil sie im unerlaubten Abhören des Wirtschaftsrundfunks großen Schaden sah und diese Verstöße strafrechtlich verfolgte.

### Dechiffrierung
Zu einer bestimmten Tageszeit schaltete der Kunde sein Gerät ein und setzte sich (damals typischerweise) einen Kopfhörer auf. Neben das Gerät legte er von den Betreibern zugesandte Listen. Begann nun die Übertragung mit dem Wort „Karl“, sah der Empfänger auf einer Liste nach und fand, dass Karl bedeutet: New Yorker Börse. Er suchte dann den Zettel für New York heraus, der eine Liste der wichtigen Aktien und Notierungen aufwies, jedoch ohne Kursnotierungen. Diese gab die Stimme über den Wirtschaftsrundfunk wieder; der Empfänger schrieb eine Zahl nach der anderen untereinander, so wie er sie gerade hörte, und hatte am Ende den – übrigens höchstens eine halbe Stunde alten – aktuellen „Kurszettel“ aus New York.

### Fünf Abteilungen
Der Eildienst des Wirtschaftsrundfunks hatte fünf Abteilungen: die volkswirtschaftliche, die drahtlose, die Berliner Abonnements-, die technische und die Börsen-Abteilung. Letztere saß in einem Büro in der Berliner Börse, von wo ebenfalls direkt nach Königs Wusterhausen gesendet werden konnte. In 29 Städten des Reichsgebiets befanden sich Zweigstellen, die die Berliner Sendungen über Luft empfingen und gegebenenfalls drahtgebunden an die Kunden auslieferten. Dort konnten die Kunden auch telefonisch nachfragen, wenn sie etwas akustisch nicht verstanden hatten. Die Berliner Abonnements-Abteilung war nötig, weil der Wirtschaftsrundfunk in Berlin nicht über Luft, sondern drahtgebunden stattfand und deswegen anderer Empfangsgeräte bedurfte.

### Kunden
Die Kunden waren Bankhäuser und Wirtschaftsunternehmen, nicht jedoch Vertreter der Presse. Die Weitergabe von Wirtschaftsfunkinformationen war sogar explizit untersagt. Man wollte sich dadurch das Geschäft für diese hochaktuelle Exklusiv-Leistung nicht kaputt machen. „Weichere“ Wirtschaftsinformationen verbreitete die Reichspost über den bereits zwei Jahre früher – 1920 – gestarteten Presserundfunk, der auf gleichem Weg von Berlin aus politische und wirtschaftliche Nachrichten an Zeitungsredaktionen im gesamten Reich verbreitete. 1922 experimentierte man zudem mit der drahtlosen Übertragung von Musik und Ansprachen. Daraus entstand 1923 der Unterhaltungsrundfunk, also die Grundlage des heutigen Rundfunks. Parallel zum auf Deutschland zielenden Wirtschaftsrundfunk bediente eine andere Redaktion im selben Gebäude das Ausland. Dieser Verbreitungsweg hieß Europradio.
Postrat Borgsmüller definierte die Aufgaben des Eildienstes mit drei Punkten:
1. Die Werbung und Verpflichtung der Privatbezieher, sowie die Beschaffung, Zusammenstellung und Abgabe der zu verbreitenden Nachrichten ist Sache der Eildienst G.m.b.H.
2. Die gesamten technischen Einrichtungen werden durch die Reichstelegraphenverwaltung getroffen und von ihr unterhalten.
3. die Aufnahme der Nachrichten ist eigene Angelegenheit der Teilnehmer.[3]

### Inflationszeit und Auflösung
Seine größte Bedeutung erhielt der Wirtschaftsrundfunk bereits im Jahr nach seinem Start: Wegen der Hyperinflation während der Wirtschaftskrise mit ihren dramatischen Kursschwankungen waren Geschäftsleute auf zeitnahe Informationen angewiesen; Spekulanten hofften wegen der unberechenbaren Devisenkurse auf hohe Gewinne. Der Eildienst hatte 1800 zahlende Kunden. 1924 erreichte die Zahl ihr Maximum mit 3000 Abonnenten. Als sich die wirtschaftliche Lage beruhigt hatte, brach ab 1925 die Abonnentenzahl auf rund 1000 ein. Man führte gestaffelte Abonnement-Pakete ein und kooperierte mit dem Unterhaltungsrundfunk, indem man diesem Netzkapazitäten und Inhalte zur Verfügung stellte.
1926 nannte sich die Redaktion in Deutsche Kursfunk G.m.b.H. um, die offizielle Bezeichnung für den Wirtschaftsrundfunk wurde Wirtschaftsfunk.
Die Nationalsozialisten bauten ab 1933 das gesamte Nachrichtenwesen Deutschlands um und lösten den Wirtschaftsrundfunk 1934 auf. Teile gingen im Deutschen Nachrichtenbüro DNB auf.